# Linda Nagata
Linda Nagata, pseudonimo di Linda Webb (San Diego, 7 novembre 1960), è una scrittrice statunitense.
La scrittrice ha usato anche lo pseudonimo Trey Shiels per firmare alcune opere.

## Biografia
Linda Nagata è nata nel 1960 a San Diego, in California. Quando aveva dieci anni suo padre, per lavoro, si trasferì a Guam senza tuttavia portare con sé la famiglia; più tardi, allorquando il padre di Linda fu trasferito nuovamente, questa volta a Pearl Harbor, la famiglia si spostò in un appartamento in affitto sull'isola di Oahu, nelle Hawaii.
Dopo aver frequentato l'Università delle Hawaii - Mānoa, subito dopo aver ottenuto il bachelor's degree in zoologia nel 1982, si trasferì sull'isola di Maui dove viveva Ron Nagata, che diventerà suo marito e con il quale ha avuto due figli. Dopo un periodo trascorso come casalinga e durante il quale ebbe modo di praticare la scrittura, sua grande passione, nel 2000 trovò impiego come programmatrice, lavoro che svolse fino al 2008 e che non le lasciava molto tempo per scrivere. Perso il lavoro, a causa della recessione, Linda riprese a scrivere con gli stessi ritmi di prima.
Linda Nagata continua a vivere a Maui con la sua famiglia.

## Opere
Linda Nagata, conosciuta soprattutto come esponente del filone di fantascienza denominato nanopunk, ha pubblicato il suo primo racconto, Spectral Expectations, nel 1987 sul numero di maggio della rivista Analog Science Fiction and Fact, (successivamente incluso nell'antologia Goddesses and Other Stories del 2012). Nel 1996 il suo primo romanzo, The Bohr Maker (1995), si è aggiudicato il Premio Locus per la miglior opera prima; quest'opera darà inizio a una serie di romanzi incentrati sulla nanotecnologia. Sempre nel 1995 è stato pubblicato il suo secondo romanzo, Tech-Heaven. Nel 1997 è uscito Deception Well seguito nel 1998 da Vast, ultimo romanzo della prima quadrilogia della "serie Nanotech". Il filone sarà ripreso nel 2019 con una seconda serie di romanzi "nanotech": Edges e Silver nel 2019, Needle nel 2022 e Blade (2024). Nel frattempo Nagata aveva pubblicato i due romanzi The Dread Hammer (2011, firmato con lo pseudonimo Trey Shiels) e  Hepen the Watcher (2012) che compongono la serie Stories of the Puzzle Islands. Un'altra serie di romanzi di fantascienza militare, pubblicata dall'autrice dal 2013 al 2015, prende il nome di The Red ed è composta dai tre libri Red. La prima luce (The Red: First Light, 2013), Red. Il processo (The Red: The Trials, 2015) e Red. La caduta (The Red: Going Dark, 2015); questa serie ricorda alcune opere di fantascienza militare di Joe Haldeman. Precedono il romanzo Red. Il processo due racconti di Nagata Il lato oscuro di Callisto (Nightside on Callisto, 2012) e Attraverso i tuoi occhi (Through Your yes, 2013) che, seppure non originariamente concepite per far parte dello stesso milieu narrativo, per temi e stile possono essere correlate alla serie The Red.
Altre tre opere completano la bibliografia dei romanzi scritti da Linda Nagata: Memory (2003), Skye Object 327a (2010) con richiami a tematiche nanopunk ma non appartenente alla "serie Nanotech", The Last Good Man (2017), opera di fantascienza militare ma non appartenente alla serie "The Red", e infine Pacific Storm (2020), quest'ultimo un romanzo di fantascienza apocalittica riconducibile al filone climate fiction.
Tra le opere brevi si segnalano anche The Martian Obelisk (2017), aggiudicatosi il Premio Locus per il miglior racconto breve e Goddess (2000), vincitore del Premio Nebula per il miglior romanzo breve.

## Premi
- 1996 The Bohr Maker (1995), Premio Locus per la miglior opera prima;[7]
- 2018 The Martian Obelisk (2017) Premio Locus per il miglior racconto breve;[7]
- 2001 Goddesses (2000), Premio Nebula per il miglior romanzo breve.[7]